# Матющенко Діана Григорівна
Діана Григорівна Матющенко (до шлюбу — Бондар; 16 квітня 1947, село Заруддя, Кременчуцький район, Полтавська область) — українська співачка, заслужений працівник культури України.

## Біографія
У 1966 році закінчивши Кременчуцьке медичне училище, протягом двох років працювала хірургічною медсестрою. У 1968 році вступила до Навчальної студії з підготовки акторських кадрів при Державному Академічному заслуженому українському народному хорі імені Григорія Верьовки, яку закінчила у 1970 році.
Кар'єру професійної співачки почала у 1970 році. Спочатку була солісткою-вокалісткою Черкаського державного заслуженого українського народного хору, з 1973 по 1977 рр. виступала з Поліським ансамблем пісні і танцю «Льонок» Житомирської обласної філармонії. Співала також у Вінницької обласній філармонії. 
У 1971 році вперше виступила в дуеті з Василем Матющенком, з яким пізніше одружилася. З того часу вони співали лише разом. З 1977 до 1982 рр. працювала разом з чоловіком в Городищенському районному Палаці культури ім. С. С. Гулака-Артемовського, художнім керівником якого був він, Діана Григорівна — хормейстеркою народного ансамблю пісні і танцю «Вільшанка». З 1977 по 1995 рр. — солістка відділу культури Черкаського міськвиконкому, зокрема, ансамблю народної пісні та музики «Росава» Черкаської обласної філармонії.

## Творчість
У 2010 році випущено компакт-диск «Співають Діана та Василь Матющенки» та пісенник «Любов і пісня — долі два крила», де вміщено матеріали про творчий шлях співаків, відгуки колег-митців про них.

### Найвідоміші пісні
- «Їхав козак містом»,
- «А я все не вірю» («Пісня про маму»).

## Відзнаки та нагороди
- Лауреатка Першого Всеукраїнського телетурніру «Золоті ключі» (1979).
- Лауреатка першої премії Першого Всеукраїнського радіоконкурсу «Золоті ключі» (1981).
- Заслужений працівник культури України (1982).
- Перша премія Міжнародного фестивалю «Мелодія двох сердець» у Палаці культури і мистецтв «Україна» в Києві (1999).
- У 2001 році нагороджена пам'ятним знаком «За заслуги перед містом» (Черкаси) III ступеня за багаторічну плідну працю по відродженню і пропаганді української народної пісні, велику благодійну діяльність, професійну майстерність та всенародне визнання, за вагомий внесок у розвиток культури і вокального мистецтва України та Черкащини.[1]
- Почесна громадянка Городища (2005).
- Орден княгині Ольги III ступеня — за вагомий особистий внесок у розвиток національної культури і мистецтва, вагомі творчі здобутки і високий професіоналізм.[2]
- Лауреатка Всеукраїнського фестивалю сімейної творчості «Родинні скарби України» (2015).
- Нагрудний знак «За заслуги перед Черкаською областю» (2016).